# Liçana (llinatge)
El llinatge dels Liçana era un llinatge de rics-homes aragonesos. No s'ha de confondre amb la branca dels Férriz de Liçana.

## Escut d'armes
Les seves armes heràldiques eren en camp de gules, dues barres d'argent carregades cadascuna amb quatre erminis en sable; alguns hi afegeixen una bordura de sinople amb vuit peces. Una altra variant consisteix en la supressió de les barres.

## Llista dels Liçana
- Ferriz I de Liçana, present a la batalla d'Alcoraz (1096) i un dels executats a la Campana de Huesca (1135 o 1136) pel rei Ramir II d'Aragó
- Rodrigo de Liçana, present a la batalla de Las Navas de Tolosa (1212)
- Ferriz II de Liçana, apareix en els registres del 1247 al 1282